# Olceclostera angelica
Olceclostera angelica är en fjärilsart som beskrevs av Augustus Radcliffe Grote 1864. Olceclostera angelica ingår i släktet Olceclostera och familjen silkesspinnare. Inga underarter finns listade i Catalogue of Life.